# Gedhus
Gedhus var i 1800-tallet en gård på den jyske hede 5 km sydvest for Karup. I dag findes stednavnet stort set kun i Gedhus Plantage og Gedhusvej samt Gedhusvagten, der er en adgangsvej til Flyvestation Karup.

## Historie

### Straffefanger
I 1897 stiftede Hedeselskabet et aktieselskab, der opkøbte ca. 500 hektar af Alheden ved Gedhus. En afdeling af Horsens Straffeanstalt blev opført, og fra 1899 til 1950 plantede straffefangerne træer til det, der i dag er Gedhus Plantage.

### Jernbanen
Herning-Viborg-banen (1906-1977) gik gennem området. Et sidespor til mergelkørsel blev etableret 30. juli 1921, og Gedhus trinbræt blev oprettet 20. januar 1926.

### Gedhusmuseet
Under 2. Verdenskrig oprettede den tyske værnemagt Fliegerhorst Grove, den senere Flyvestation Karup. Ved flyvestationens Gedhusvagt har "Flyvestation Karups Flyvehistoriske Forening" oprettet Gedhusmuseet, der fortæller om flyvestationens historie fra 2. verdenskrig til i dag.

### Flygtninge
Fra foråret 1945 til oktober 1947 var der 238.000 tyske flygtninge i Danmark, og op til 20.000 flygtninge blev placeret i flygtningelejrene i Gedhus og Grove. Sporene efter de to lejre findes ikke mere; kun gravpladserne vidner om, at de har været der.
Der er gravsat 148 tyske soldater og 1.185 tyske flygtninge på gravpladsen ved Gedhus. Ved indgangen er der anbragt en bog med navnene på de begravede. Gravlunden blev oprettet i 1962 efter at der blev indgået en aftale med Forbundsrepublikken Tyskland om at 15.000 flygtningegrave og over 10.000 soldatergrave på 475 danske kirkegårde blev samlet på 34 større gravpladser i Danmark. Under ledelse af Volksbund Deutsche Kriegsgräberfürsorge blev gravene på Flygtningelejren Rye Flyveplads i 1966 flyttet til gravpladsen i Gedhus.